# Museo civico di Rovereto
Il Museo civico di Rovereto (dal 2013 Fondazione Museo Civico di Rovereto) venne istituito nel 1851. Parte della storia dei suoi primi anni venne condivisa con un altro importante ente culturale della città, la Biblioteca civica Girolamo Tartarotti.
La sua sede è il centrale palazzo Parolari di Rovereto, in borgo Santa Caterina.

## Storia

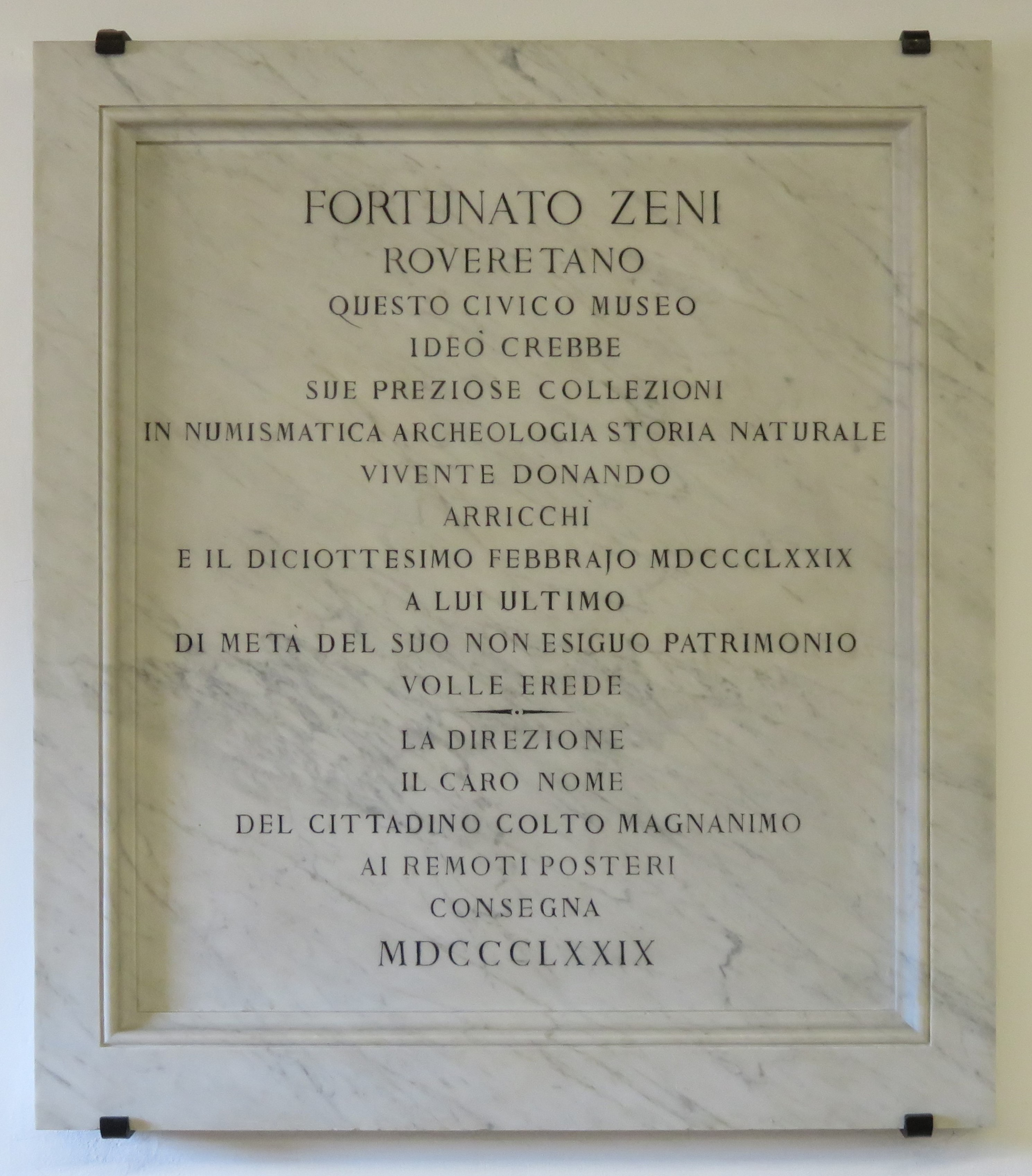
Epigrafe del mecenate Fortunato Zeni, ora conservata nella Sala Convegni della Fondazione museo civico di Rovereto

Nacque come società di privati cittadini col nome di Imperial Regio Civico Museo Cittadino nel 1851, ebbe il suo primo statuto nel 1853 e fu aperto al pubblico nel 1855, quando la città e l'intero Trentino facevano parte dell'Impero austro-ungarico. La motivazione e lo scopo sociale che si diede nell'atto di fondazione furono quelli di preservare e valorizzare il patrimonio della città promuovendo lo studio delle scienze naturali e delle arti, senza dimenticare la necessità di proteggere il patrimonio locale da possibili acquisizioni da parte dei musei austriaci.
Merito dell'iniziativa fu del mecenate Fortunato Zeni, appassionato studioso e ricercatore, che lasciò in eredità al Museo metà del suo patrimonio, oltre a quanto aveva raccolto durante la sua vita e che costituì una parte importante del nucleo originale del museo. Zeni contribuì, con sue donazioni, anche alla raccolta bibliografica della biblioteca cittadina.
Da ricordare, per ricostruire il particolare clima di mutamenti che si respirava nell'intera area roveretana in quel periodo, che l'anno prima, a Borgo Sacco, era nata la Manifattura Tabacchi.

### Nascita del Museo

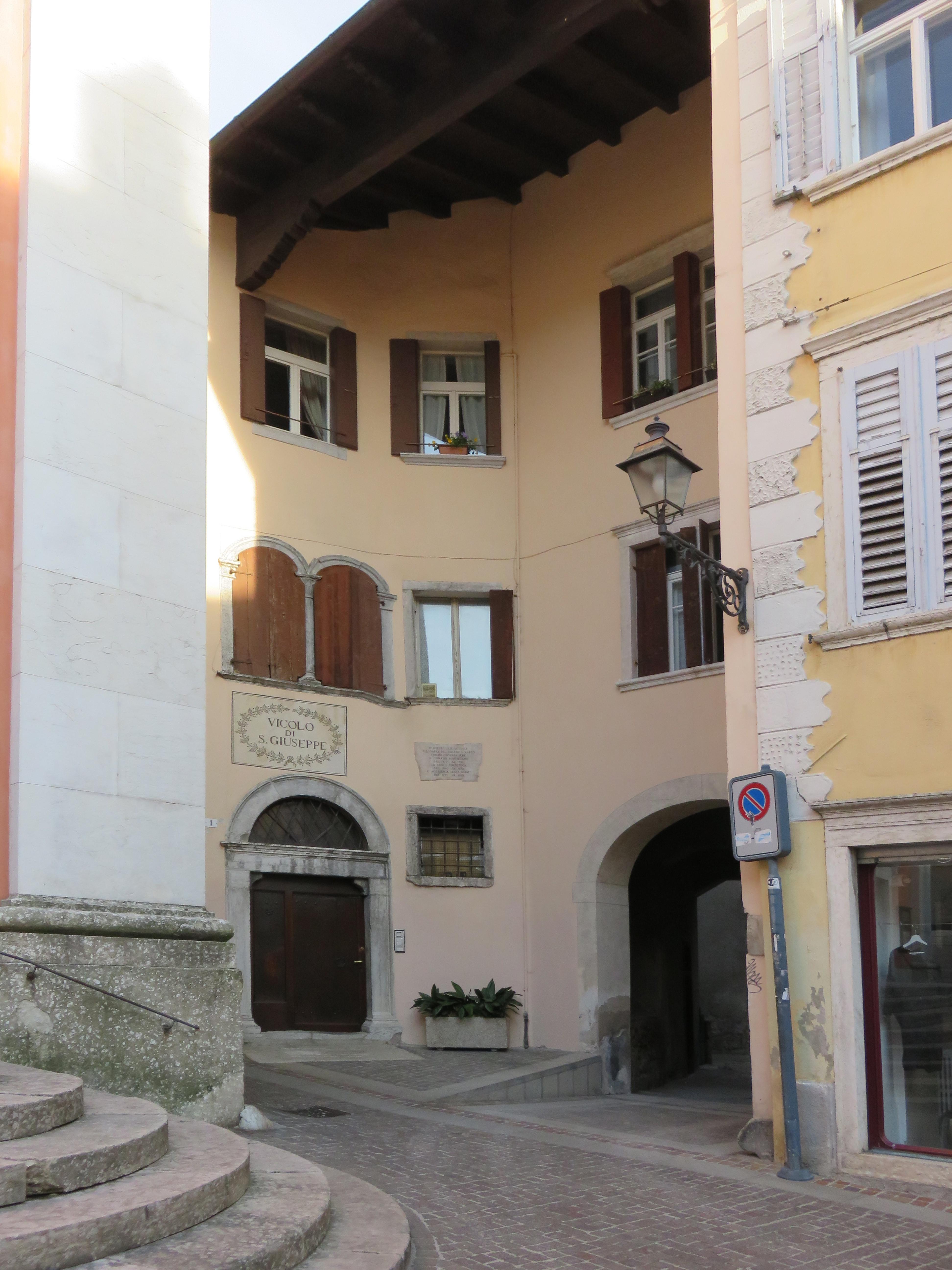
La sede del Ginnasio Roveretano nel 1851

Il 1º agosto 1851 nella sala della Biblioteca civica Girolamo Tartarotti, che apparteneva al Ginnasio Roveretano, già sede dell'Accademia Roveretana degli Agiati e che allora si trovava accanto alla Chiesa di San Marco, si trovarono riuniti diversi studiosi roveretani, sotto la guida di don Paolo Orsi, per formalizzare la nascita del nuovo museo cittadino. Tra questi il già citato Fortunato Zeni, Luigi Benvenuti, Eleuterio Letteri e Francesco Antonio Marsilli.
Luigi Benvenuti, che divenne il primo segretario della nuova istituzione, stilò in seguito una dichiarazione programmatica. Scrisse che la loro intenzione era raccogliere oggetti di natura e d'arte, allo scopo di promuovere la conoscenza, specialmente tra i giovani, e rendere un servizio alla città. Lanciò anche un appello perché iniziassero donazioni da parte dei cittadini, indicando sette interessi prioritari:
- botanica
- zoologia
- mineralogia
- fisica
- archeologia
- arti liberali
- arti meccaniche

Il nuovo museo ricevette in quell'occasione il nome di Museo cittadino di arti liberali e arti meccaniche di Rovereto.
Malgrado la dichiarazione di intenti il museo prese da subito due indirizzi preminenti: le scienze naturali e l'archeologia. La scelta di dedicare la nuova istituzione sia allo studio naturalistico che agli aspetti della memoria civica locale fu interessante e fortemente legata al periodo storico, perché così stava avvenendo in Italia e nell'intera Europa del XIX secolo. Il periodo napoleonico aveva influito notevolmente sulle istituzioni e sulla coscienza civile di tutti i luoghi dove la dominazione francese si era realizzata.

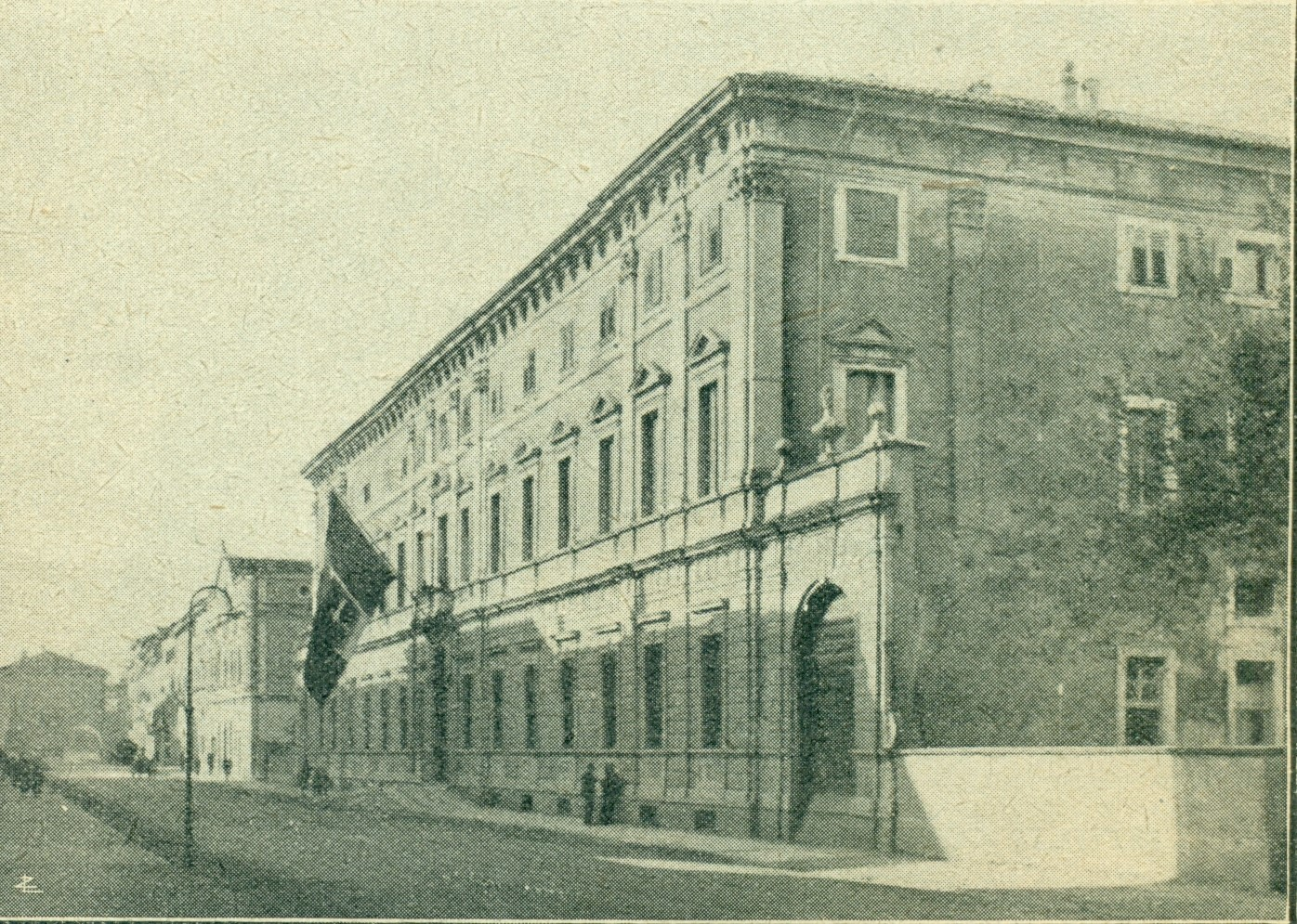
Palazzo Piomarta in corso Bettini, in un'immagine degli anni venti. Fu la prima sede del Museo e della Biblioteca civica Girolamo Tartarotti, oltre che sede del Ginnasio roveretano, della Scuola Reale Elisabettina e dell'Accademia roveretana degli Agiati

La caratterizzazione specifica del museo di Rovereto non fu quella di essere uno dei primi in Italia bensì il fatto che la sua nascita avvenisse per un progetto, e non in seguito ad una importante donazione (come nella maggior parte dei musei del Veneto). Le donazioni ci furono, ma furono conseguenti alla sua fondazione. La nascita della biblioteca a Rovereto, fondata quasi un secolo prima, avvenne in condizioni molto diverse, partendo dalla libreria lasciata da Girolamo Tartarotti e successivamente acquistata dal Comune.
La diversa finalità contribuì poi a tenere sempre staccate tra loro le due istituzioni, museo e biblioteca, anche quando condivisero, e molto a lungo, la stessa sede. Palazzo Piomarta, acquistato dal Comune nel 1852, ospitò infatti, sullo stesso piano e per oltre 60 anni, entrambe le istituzioni.
Nel 1848 - 1849 era entrata in vigore un'importante riforma scolastica, l'Entwurf der Organisation der Gymnasien und Realschulen in Oesterreich e questo costrinse a ripensare alle modalità di insegnamento, anche a Rovereto, legata alla giurisdizione austriaca. Il locale Ginnasio quindi rinnovò i suoi piani di studio e la nascita di un museo fu in parte la risposta anche a queste direttive che venivano da Vienna. Nella realtà la possibilità di usufruire delle prime raccolte del museo da parte di studenti ed insegnanti, che nelle indicazioni riformatrici austriache venivano invitati ad un contatto diretto con gli oggetti ed i fenomeni naturali, non fu realizzabile per la natura stessa delle collezioni che si andavano raccogliendo, considerate rare e di pregio, quindi poco adatte ad una manipolazione frequente.
Il museo tuttavia svolse un'azione fondamentale, se non nei confronti di tutti gli studenti, almeno verso i più portati e meritevoli, che furono seguiti e motivati offrendo loro sia esperienze sul campo che l'opportunità di curare e sviluppare personalmente le collezioni museali.

### Rapporti del museo col Comune di Rovereto e col Ferdinandeum di Innsbruck

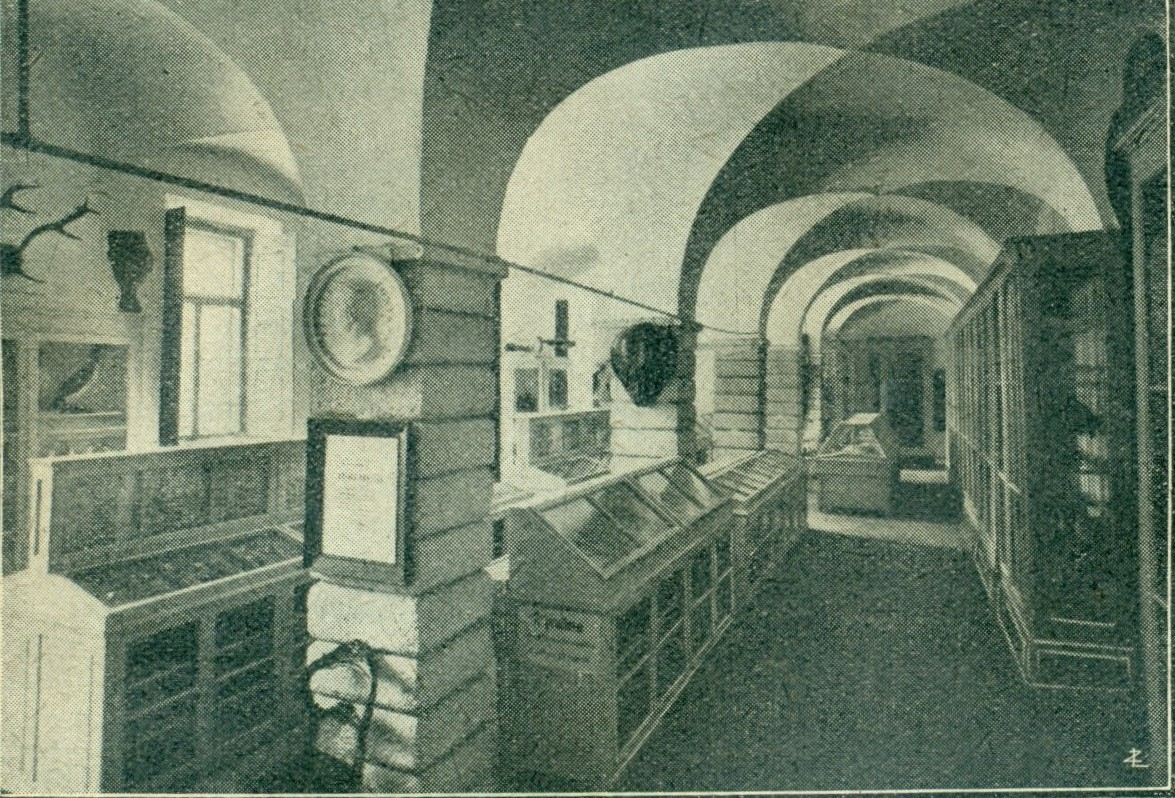
Il museo civico quando era ospitato nel Palazzo Annona

Sin dalla nascita del museo venne definita in modo abbastanza preciso la relazione che si sarebbe realizzata tra la società di cittadini che lo avevano fondato ed il municipio cittadino. Il Comune avrebbe tenuto sotto sua speciale tutela l'istituzione, ma questa avrebbe mantenuto la sua indipendenza, in un gioco di ruoli delicati e attenti alla situazione che viveva la città a metà del XIX secolo.
Molti soci del museo furono anche amministratori pubblici, membri dell'Accademia Roveretana degli Agiati o importanti esponenti del mondo economico e della borghesia locali. Una delle motivazioni che spinsero i fondatori a questa impresa, come ricordato, fu la volontà di difendere il patrimonio cittadino da acquisizioni straniere. Era successo, infatti, che nel 1830 l'archeologo roveretano Giuseppe Bartolomeo Stoffella della Croce cedesse al Ferdinandeum di Innsbruck la sua preziosa collezione, spogliando la città di importanti reperti per consegnarli in mani straniere.
L'aspirazione che si stava diffondendo tra i ceti borghesi in città fu quella di ricercare una maggiore autonomia del Trentino dal Tirolo, e anche se i tempi non erano favorevoli a tale istanza il museo vi trovò una sua ragione fondante. Il Comune quindi (con l'azione di molti suoi rappresentanti), il museo e la società civile iniziarono (o continuarono) in quel periodo un'azione per ottenere concessioni dal governo viennese e per mantenere alcune prerogative. L'apertura della manifattuta tabacchi fu un momento importante per l'economia della valle, e un altro momento significativo dal punto di vista culturale fu l'inaugurazione della Scuola Reale Elisabettina, nello stesso edificio del Ginnasio (Palazzo Piomarta), più orientata all'approfondimento scientifico e molto caldeggiata da commercianti ed industriali.

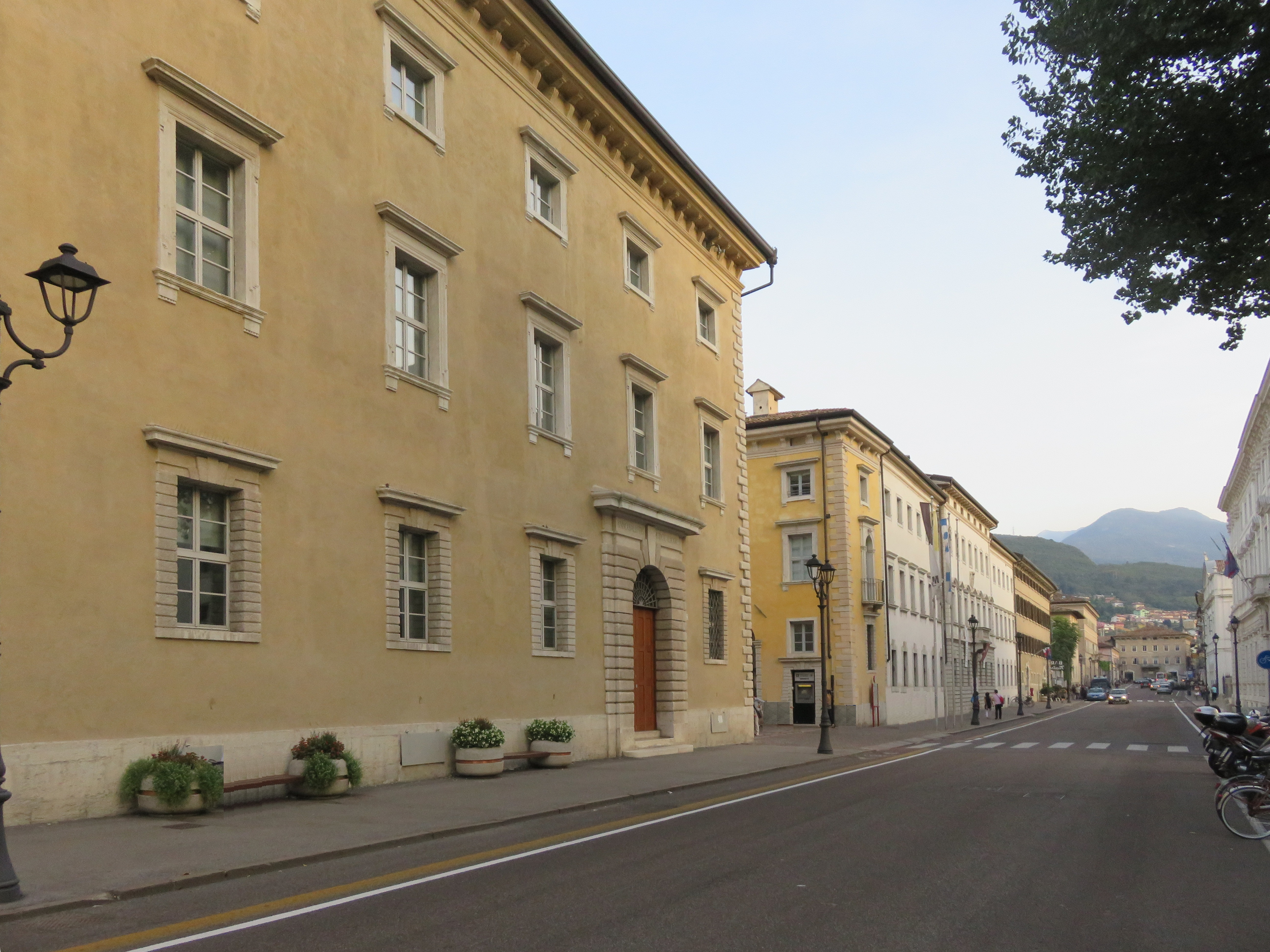
Palazzo Annona, seconda sede museale

Vari naturalisti e studiosi trentini presero parte in qualche modo al dibattito politico relativo all'appartenenza del Trentino all'Italia e non al Tirolo, e che talvolta influenzò anche i titoli dei lavori che venivano pubblicati. Fortunato Zeni e Francesco Ambrosi intrannero un interessante rapporto epistolare a questo proposito, e Zeni fu certamente il più sensibile al tema dell'italianità. Lo studioso infatti fu molto soddisfatto quando, in un primo momento poté intitolare un suo lavoro Flora trentina, ma la sua scelta ebbe breve durata, perché gli venne imposto, da Vienna, il nuovo titolo di Flora del Tirolo meridionale, più aderente alla volontà imperiale e venne posto sotto sequestro quanto aveva già pubblicato. In un secondo tempo venne modificata la stessa prefazione al testo, e l'insofferenza di Zeni divenne manifesta quando, da parte del Ferdinandeum gli giunse l'invito, di Stefano Bertolini, di pubblicare per la loro rivista un catalogo dei coleotteri. Con una sua risposta declinò l'invito, spiegando indignato che noi trentini non abbiamo forse mezzi per farlo?. Nel 1860, in un clima politico sempre più difficile, Zeni e diversi altri vennero arrestati per ordine diretto dell'arciduca Carlo Lodovico, Luogotenente del Tirolo, e mandato al confino.

### Eredità Zeni
Quando Zeni tornò a Rovereto per due anni non ottenne un lavoro stabile e solamente nel 1868 ottenne un impiego stabile nel capoluogo grazie a Francesco Ambrosi. Con l'Ambrosi tenne un carteggio conservato oggi presso il museo. Sei anni dopo Zeni tornò a Rovereto e fu nominato vicedirettore del museo che aveva contribuito a fondare. Prima di morire donò il suo notevole patrimonio librario parte al museo e parte alla Biblioteca. Lasciò l'intero capitale, accumulato in anni di lavoro, in parti uguali alle due istituzioni cittadine alle quali era più legato, il museo e l'Accademia Roveretana degli Agiati. 
La maggior parte delle sue collezioni entomologiche, filateliche, numismatiche, e le raccolte di reperti archeologici e paleontologici sono conservate nel museo.

### Giovanni de Cobelli
Giovanni de Cobelli fu nominato direttore nel 1877 e con lui iniziò un nuovo corso. Fece adottare metodi rigorosi per classificare, inventariare e collocare i vari oggetti raccolti. Ad esempio specificò che nelle raccolte di minerali questi si dovevano suddividere per provenienza, e che le raccolte palesemente incomplete andavano sistemate e si dovevano trovare nuovi campioni.

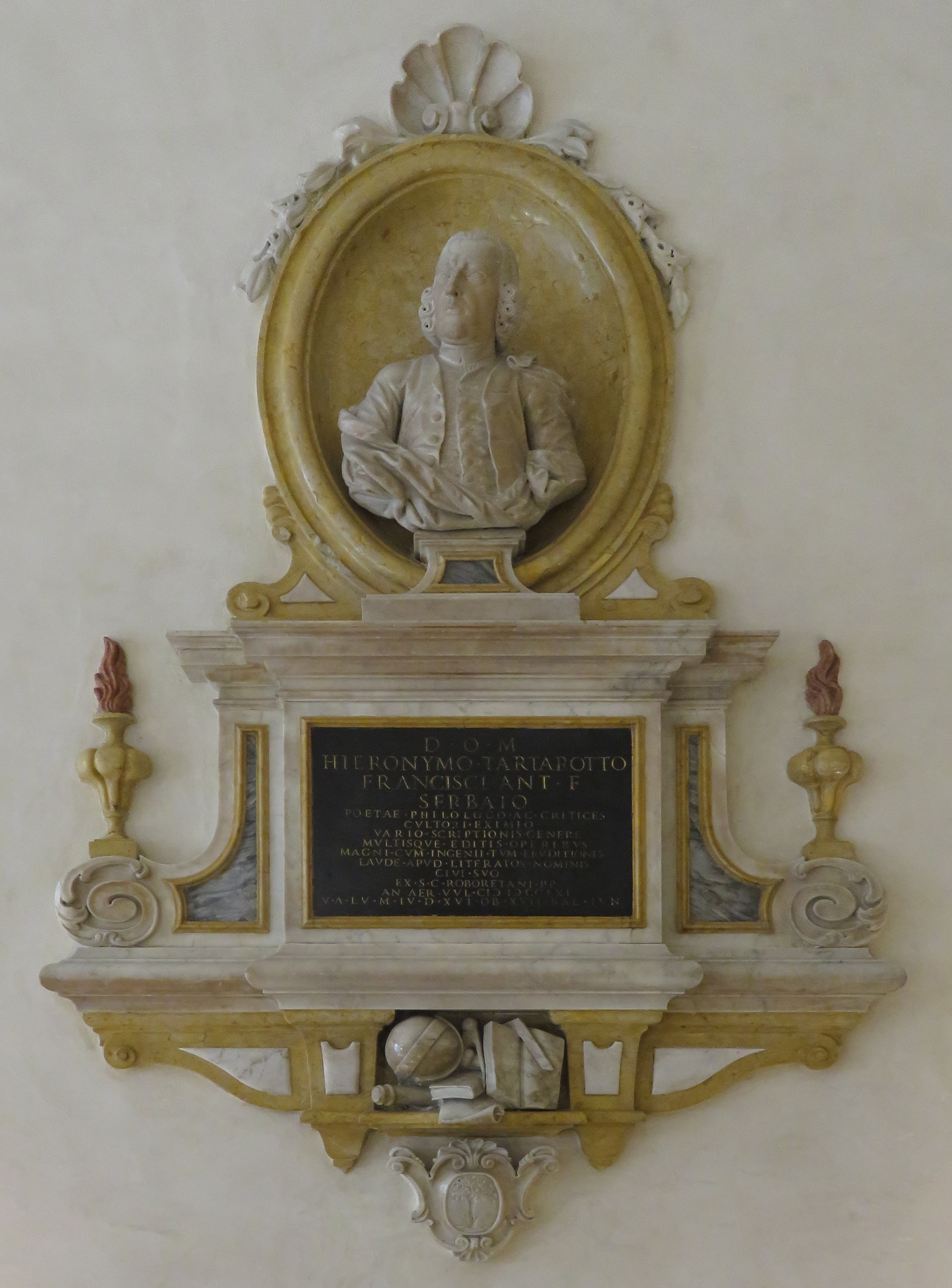
Monumento a Girolamo Tartarotti che venne spostato nell'atrio del palazzo Piamarta, allora palazzo dell'Istruzione, nel 1880.

Lo scopo della rivoluzione di Cobelli era ottenere una esposizione museale didattica, e per ottenere questa, oltre ad una maggiore indipendenza, non esitò ad innescare uno scontro con l'Accademia Roveretana degli Agiati. Le diverse posizioni di Cobelli, sostenitore di una visione laica e scientifica, e di don Paoli (presidente dell'Accademia), su posizioni più antidarwiniste divennero inconciliabili.
Nel 1880 avvenne un episodio significativo al riguardo. Venne trasferito nell'atrio del Palazzo della Pubblica Istruzione il monumento di Girolamo Tartarotti che aveva sempre avuto una storia travagliata sin dalle dure polemiche che seguirono la decisione di dare sepoltura all'illustre roveretano nella Chiesa di San Marco. Nel XVII secolo Girolamo Tartarotti iniziò una violenta polemica sulla presunta santità di Adalpreto con il vescovo di Trento scrivendo una Lettera in cui affermava che in base ad analisi filologiche l'epigrafe che si trova ancora oggi davanti al sagrato della Chiesa di San Rocco non poteva essere credibile e sottolineava come Adelpreto non potesse essere considerato santo poiché aveva perso la vita in uno scontro politico-militare e non per causa di Fede. La polemica che ne seguì venne messa a tacere solo dall'intervento diretto dell'imperatrice Maria Teresa d'Austria.
Lo spostamento del monumento dal palazzo pretorio dove si trovava alla sede museale ebbe pertanto un chiaro significato di presa di distanza del museo dalle posizioni antidarwiniste. Nella stessa occasione in cima allo scalone del palazzo, accanto all'ingresso del museo, venne posta l'epigrafe del mecenate Fortunato Zeni.

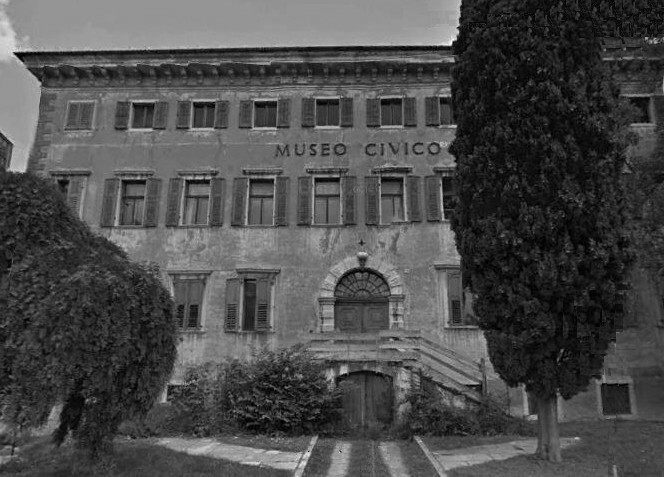
La sede del Museo civico di Rovereto quando era in Via Calcinari

### Dopo la seconda guerra mondiale
Con la fine del conflitto il museo tentò di riprendere l'attività, ma i suoi locali erano occupati da alcuni uffici pubblici, e le collezioni spostate in luoghi più sicuri. Nel 1946 la biblioteca venne sistemata, ma non si riuscì ad ultimare il trasferimento delle collezioni. Sorsero problemi sia per i tempi che per gli spazi utilizzabili, ed ancora nel 1949 il museo non si poté considerare perfettamente funzionante, anche se aveva già aperto ufficialmente da almeno due anni.

### Il museo moderno
Dal 1983 i soci del museo civico hanno donato tutte le collezioni al Comune di Rovereto ma hanno continuato a riunirsi per contribuire con le loro conoscenze alla conservazione delle raccolte. Nel 2012 il Comune di Rovereto ha creato una Fondazione, la Fondazione Museo Civico di Rovereto ed il museo si è trasformato nuovamente, diventando una società partecipata da soci pubblici (il comune di Rovereto) e privati, ripercorrendo così a ritroso la propria storia.

## Sedi storiche
Il museo ha avuto, dalla sua fondazione, quattro sedi.
- La prima sede storica del museo fu palazzo Piomarta
- La seconda sede fu palazzo Annona
- La terza sede fu palazzo Sichard-Jacob (o Scopoli-Jacob[9]) di via Calcinari.[10]
- La sede dalla fine del XX secolo è palazzo Parolari in via Borgo Santa Caterina 41

## Siti museali
La sede di Borgo Santa Caterina si articola in sette aree tematiche che toccano aspetti di interesse essenzialmente legati al territorio con sezioni di archeologia, scienze naturali, astronomia, arte e nuove tecnologie.
Una sezione è dedicata alla zoologia, con la sala di ornitologia (una tra le più importanti collezioni regionali italiane) e quelle riservate ai mammiferi. Nella sezione dedicata alla botanica è presente un erbario con 35 000 campioni e una micoteca.
Alla sezione sulla scienze della Terra appartengono le sale dedicate a rocce, minerali e paleontologia.
La sezione storico-artistica comprende un patrimonio artistico di varie origini, con opere e manufatti di diverse epoche provenienti in gran parte dall'area trentina. Un'altra sezione espone un ricco patrimonio numismatico.

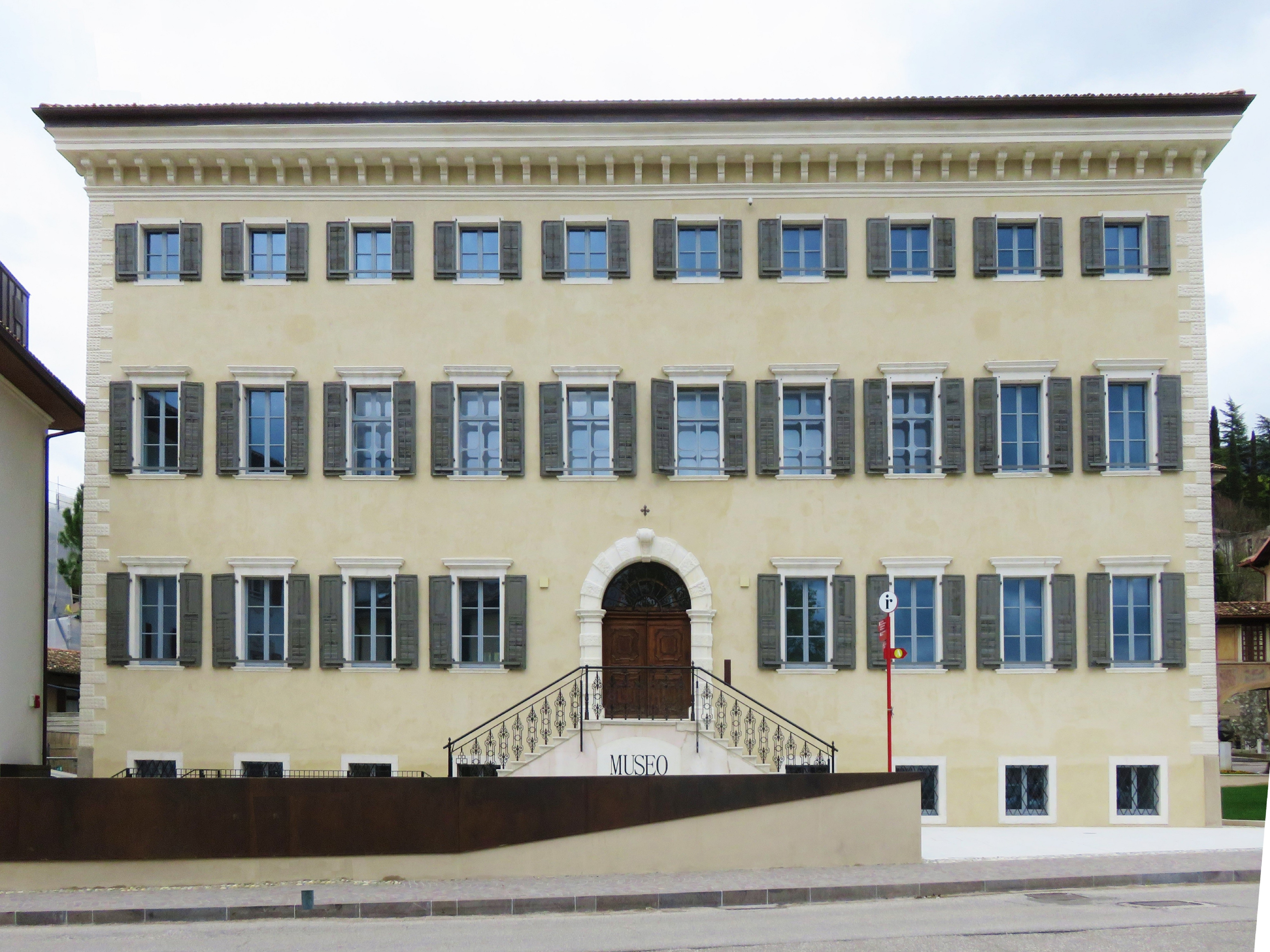
Palazzo Sichardt.

Nel corso degli anni il museo ha proposto una strategia di musealizzazione diffusa spostando sul territorio molte attività. Le strutture, i siti e le sedi che fanno capo al museo comprendono:
- Sale espositive ed aula didattica
- Planetario. Appartiene alla sezione dedicata all'astronomia, è situato nel giardino del museo ed è dotato di una cupola di 6 metri.
- Sito delle orme dei dinosauri presso i Lavini di Marco
- Palazzo Alberti Poja
- Palazzo Sichardt
- Lego Education Innovation Studio, basata su tecnologia LEGO Mindstorms
- SperimentArea nel bosco della città.[12] Il progetto è nato per legare la sperimentazione scientifica alle proposte didattiche in un ambiente naturale. È una piccola cittadella della scienza adatta per studenti, visitatori e professionisti, posizionata in un'area protetta SIC (sito di interesse comunitario, direttiva 92/43/CEE), Monteghello[13] e sorge a soli 2 km dal centro storico della città. Vi si svolgono attività attinenti a green economy, etologia, zoologia, botanica, geofisica ed archeologia.Castel Corno visto dal fondovalle della Vallagarina, presso Rovereto
- Villa romana d'Isera[14]
- Orto botanico di Brentonico
- Orto botanico alpino di Passo Coe

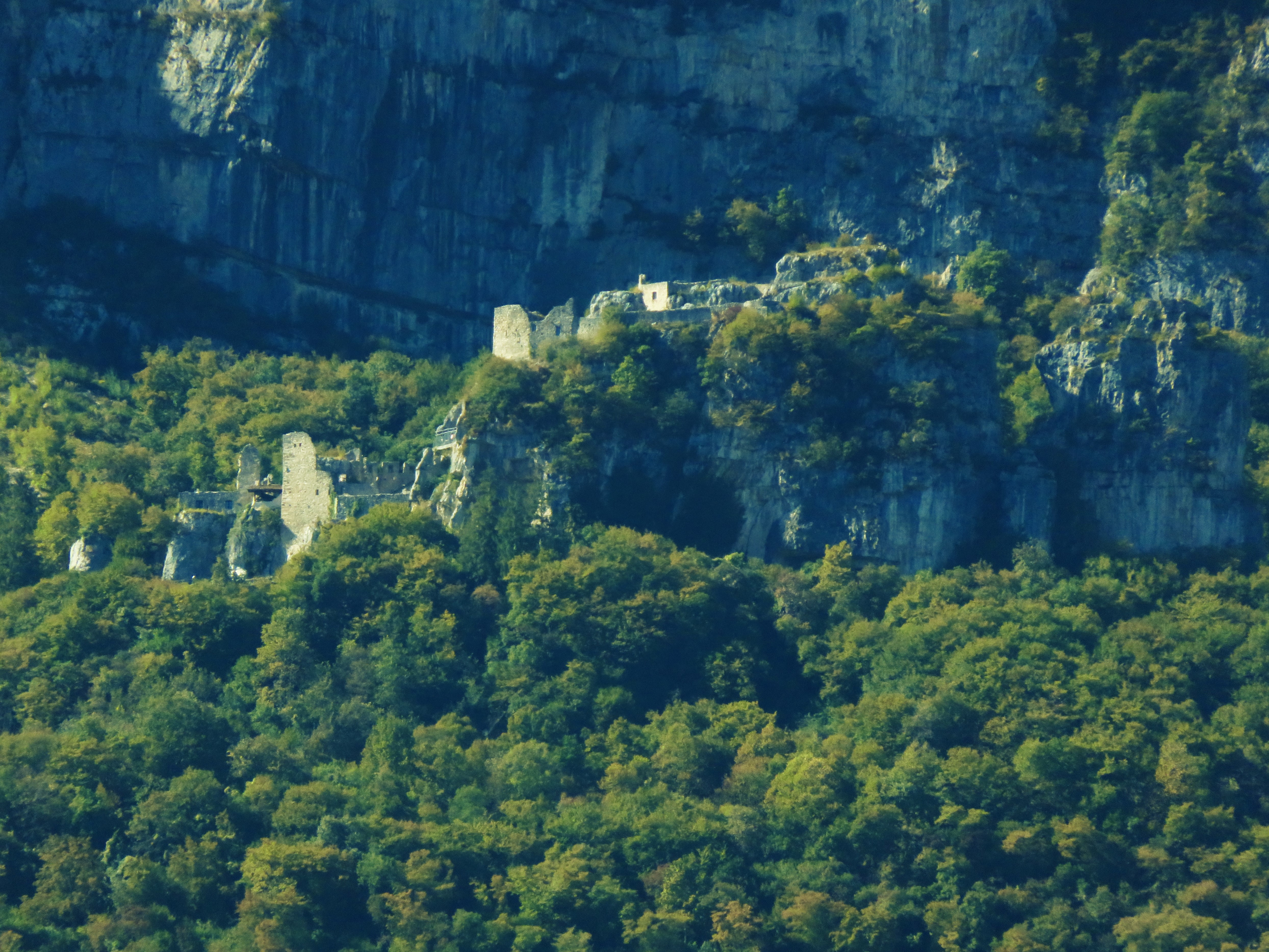
Castel Corno visto dal fondovalle della Vallagarina, presso Rovereto

- Maso San Giuseppe, e a breve distanza l'antica segheria di Terragnolo.

### Osservatorio astronomico di monte Zugna
L'osservatorio astronomico di monte Zugna, a 1620 metri d'altitudine, è stato fondato nel 1997 ed è stato posizionato nelle immediate vicinanze del rifugio Malga Zugna, al quale si appoggia in alcuni casi per iniziative particolari. Vi si svolge attività didattica e di ricerca.

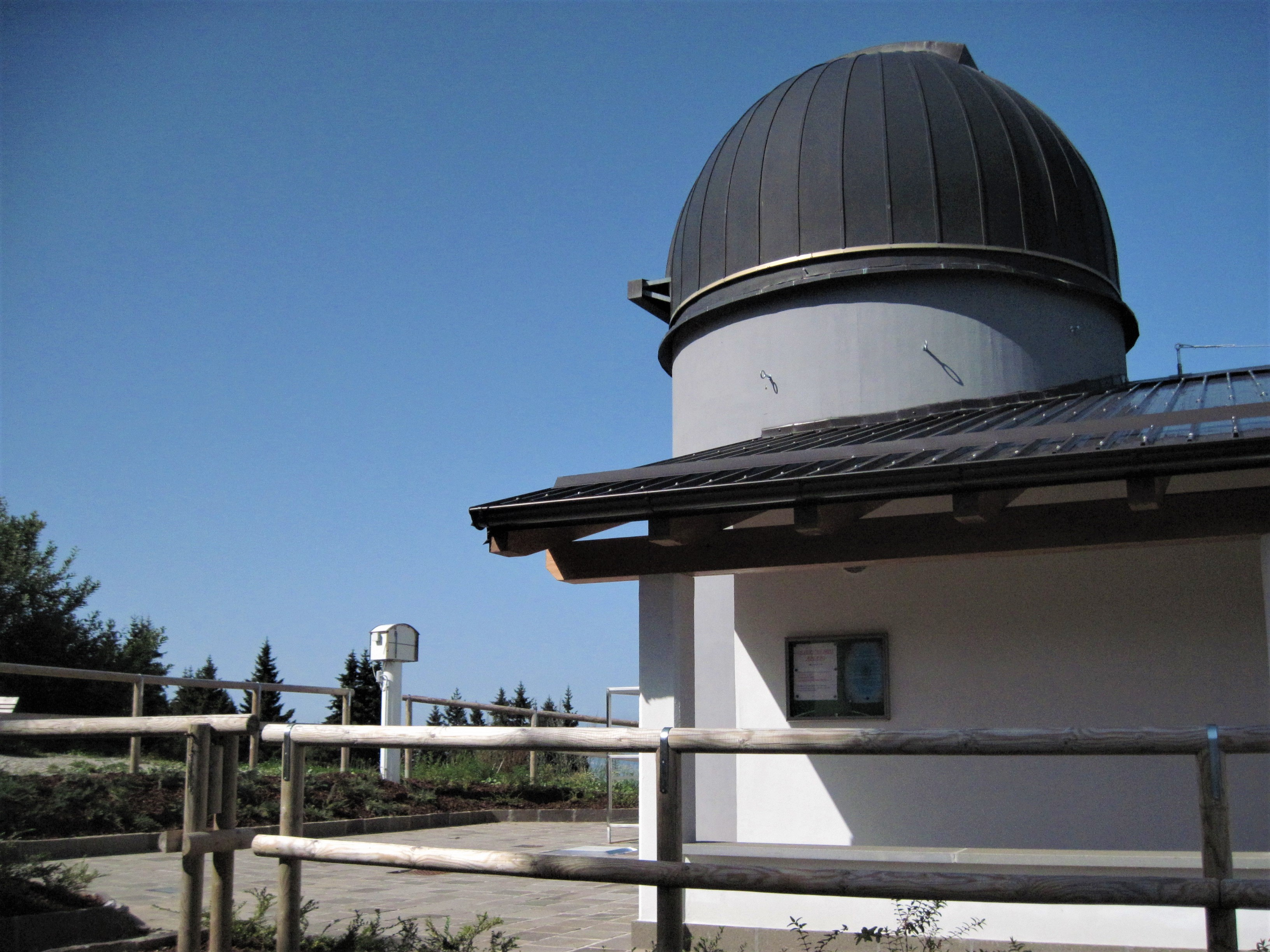
Osservatorio astronomico di monte Zugna.

La struttura principale è costituita da una cupola del diametro di 4 metri che protegge quattro diversi strumenti, tre telescopi ed un celostato. 
- Telescopio principale. Dotato di specchio primario con diametro di 50 cm ed è impiegato per lo studio e le ricerche di oggetti celesti a bassa luminosità.
- Telescopio rifrattore secondario. Il suo diametro è di 18 cm ed è impiegato per lo studio e le ricerche legate alla Luna ed ai pianeti del sistema solare.
- Telescopio minore. Il suo diametro è di 10 cm ed è impiegato solo per lo studio del Sole perché è dotato di un filtro specifico.

Possiede inoltre un celostato (telescopio solare a specchio, apparecchiatura analoga all'eliostato) per l'osservazione particolare della fotosfera solare ed è l'unico strumento del genere in Trentino. Il celostato è munito di un reticolo di diffrazione.
L'osservatorio è utilizzato durante tutto l'anno per attività divulgative organizzate dalla sezione di astronomia e collabora con la locale associazione astronomica.
Il sito è adatto per ricerche astronomiche che vengono effettuate da esperti del museo civico.

### Altre attività nel territorio
Gli esperti del museo, a partire dal 1987 e sino ai primi anni del 2000, hanno condotto approfondite ricerche storiche nel sito di Castel Corno e nelle sue immediate vicinanze. In quell'occasione sono stati rinvenuti importanti reperti ed è stata ricostruita l'esatta planimetria del maniero. I suoi vari locali sono stati classificati in base alla loro funzione.

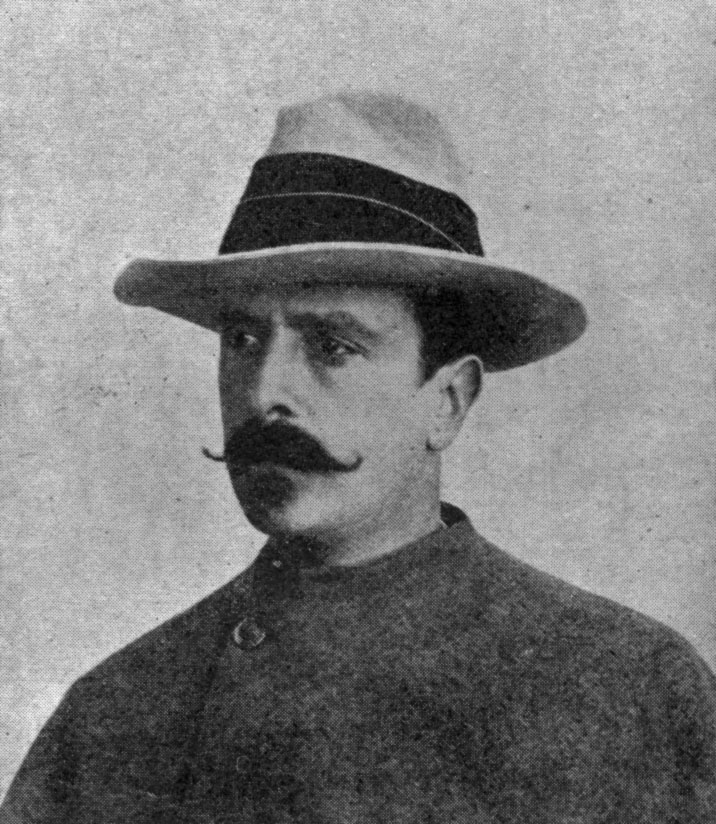
Paolo Orsi

### Esposizioni
Con l'esposizione dal titolo Dal dato al pensato, il museo presentò le sale archeologiche, dalla preistoria al medioevo, e la preziosa collezione della Magna Grecia donata nel 1935 dall'archeologo roveretano Paolo Orsi.

### Museo in rete
Nella pagina web Sperimentarea.tv, il canale della scienza del Museo Civico, gli utenti possono visionare documentari sulla natura, la scienza e la tecnologia e disporre di altre risorse multimediali riguardanti i temi articolati nelle sezioni del museo, rinnovati con cadenza regolare.

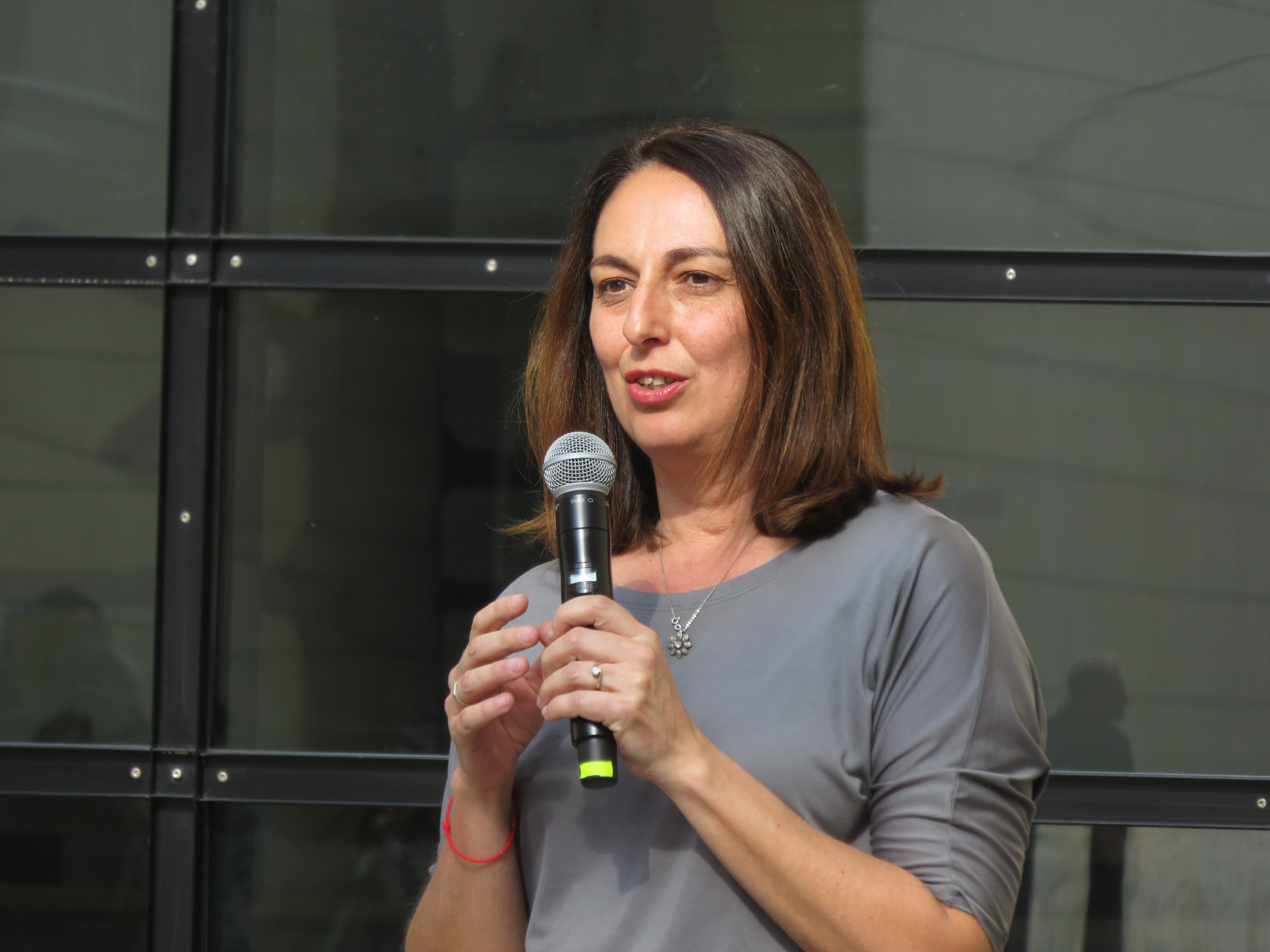
Alessandra Cattoi.

## Attività legate al cinema
- Discovery on Film, festival scientifico organizzato in primavera.
- Rassegna internazionale del cinema archeologico, presentazione autunnale di documentari archeologici in partnership con Archeologia Viva.[24]

## Direttori
- Franco Finotti[25], sino al 2017.
- Alessandra Cattoi, dal 2018.